# Superintendência Nacional do Abastecimento
Superintendência Nacional de Abastecimento (Sunab) foi um órgão do governo federal do Brasil, criado em 1962 pelo presidente João Goulart e extinta em 1997, no primeiro governo de Fernando Henrique Cardoso.

## Histórico

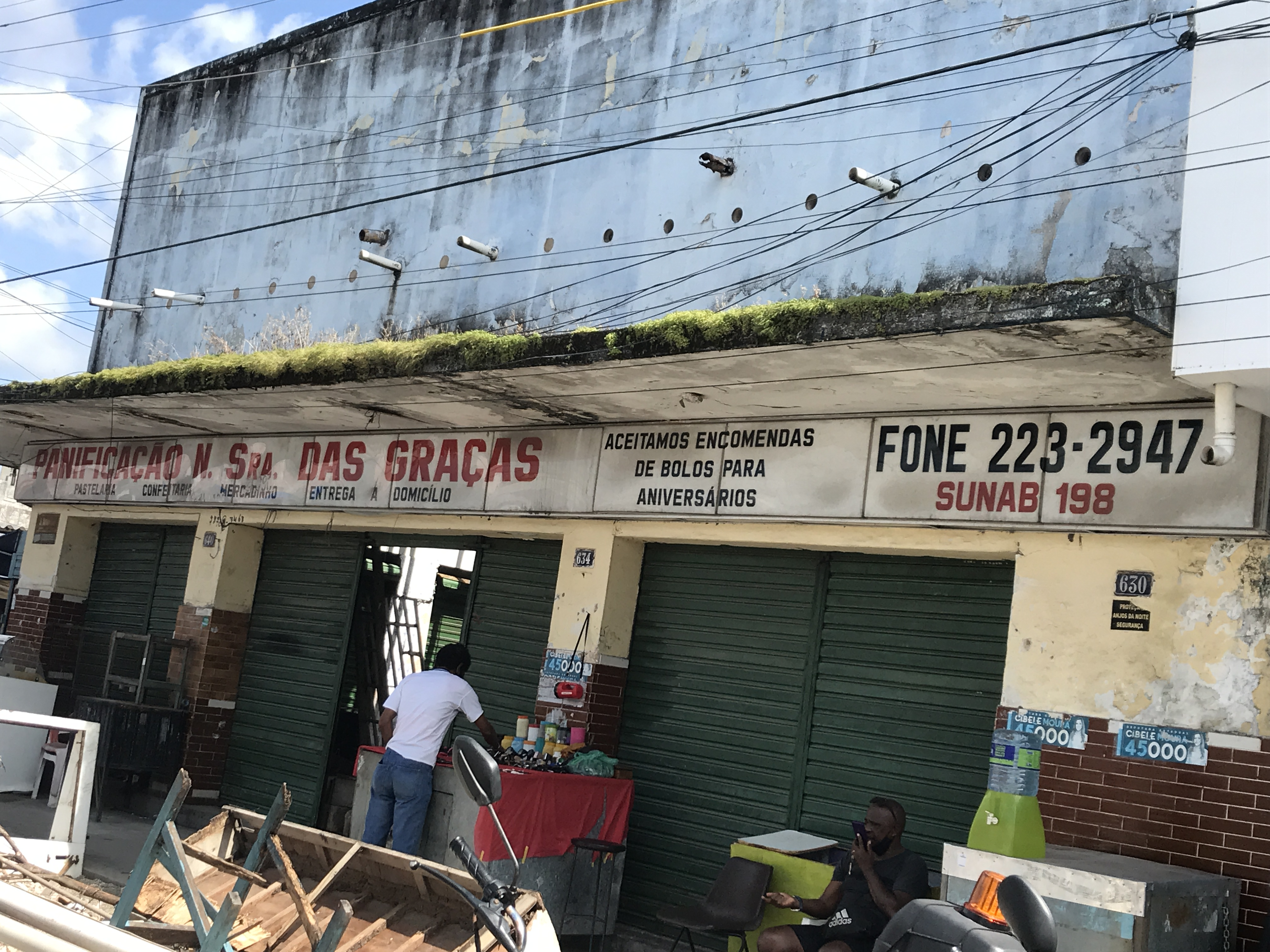
Fachada de uma padaria em Maceió-AL com a expressão SUNAB 198

O controle de preços no Brasil ganhou força na década de 1950, com a criação da Comissão Federal de Abastecimento e Preços (Cofap). Em 26 de setembro de 1962, João Goulart assinou a Lei Delegada nº 4, criando a Sunab com status de autarquia federal, com poderes para intervir no mercado, fixando preços e controlando estoques.
Em 1985, o órgão passou a integrar a estrutura da Secretaria de Planejamento (hoje parte do Ministério da Economia). Foi quando o órgão viveu o seu momento mais importante, como peça central da fiscalização do congelamento de preços estabelecido pelo Plano Cruzado. Voltou a ser responsável pela elaboração de listas de preços em 1987, com a edição do Plano Bresser.
Na década de 1990, com a reforma do Estado e a adoção de uma política econômica menos intervencionista, o controle de preços perdeu força. A Sunab passou a atuar apenas em pesquisas de mercado, perdendo seus poderes de fiscalização. Em 24 de julho de 1997, o decreto 2.280 extinguiu a autarquia e transferiu suas obrigações para o Ministério da Fazenda.